# Verdere
Verdere S.à.r.l. är ett luxemburgskt limited liabtility company och där bolaget agerar som ett holdingbolag. Verdere kontrolleras till 50% vardera av syskonen Cristina och Max Stenbeck. Bolaget bildades 18 maj 2010 av den  liechtensteinska stiftelsen Sapere Aude Trust i syfte för att inneha och förvalta majoritetsposten i det svenska investmentbolaget Investment AB Kinnevik som är, per 3 juni 2013, på 41,2% av rösterna och 10,6% av kapitalet.